# Конкомба (язык)
Конкомба или ликпакпаанл — язык народа конкомба. Один из языков группы гур, относящейся к саваннской семье нигеро-конголезской языковой макросемьи. Распространён в северо-восточной части Ганы, а также в прилегающих районах Того (регион Кара). Число носителей составляет около 550 100 человек, из них 500 тыс. человек — в Гане и 55 100 человек — в Того.
| Алфавит конкомба | Алфавит конкомба | Алфавит конкомба | Алфавит конкомба | Алфавит конкомба | Алфавит конкомба | Алфавит конкомба | Алфавит конкомба | Алфавит конкомба | Алфавит конкомба | Алфавит конкомба | Алфавит конкомба | Алфавит конкомба | Алфавит конкомба | Алфавит конкомба | Алфавит конкомба | Алфавит конкомба | Алфавит конкомба | Алфавит конкомба | Алфавит конкомба | Алфавит конкомба | Алфавит конкомба | Алфавит конкомба | Алфавит конкомба | Алфавит конкомба | Алфавит конкомба | Алфавит конкомба | Алфавит конкомба |
| ---------------- | ---------------- | ---------------- | ---------------- | ---------------- | ---------------- | ---------------- | ---------------- | ---------------- | ---------------- | ---------------- | ---------------- | ---------------- | ---------------- | ---------------- | ---------------- | ---------------- | ---------------- | ---------------- | ---------------- | ---------------- | ---------------- | ---------------- | ---------------- | ---------------- | ---------------- | ---------------- | ---------------- |
| A                | B                | Ch               | D                | E                | F                | G                | Gb               | H                | I                | J                | K                | Kp               | L                | M                | N                | Ny               | Ŋ                | Ŋm               | O                | Ɔ                | P                | R                | S                | T                | U                | W                | Y                |
| a                | b                | ch               | d                | e                | f                | g                | gb               | h                | i                | j                | k                | kp               | l                | m                | n                | ny               | ŋ                | ŋm               | o                | ɔ                | p                | r                | s                | t                | u                | w                | y                |